# 裴休

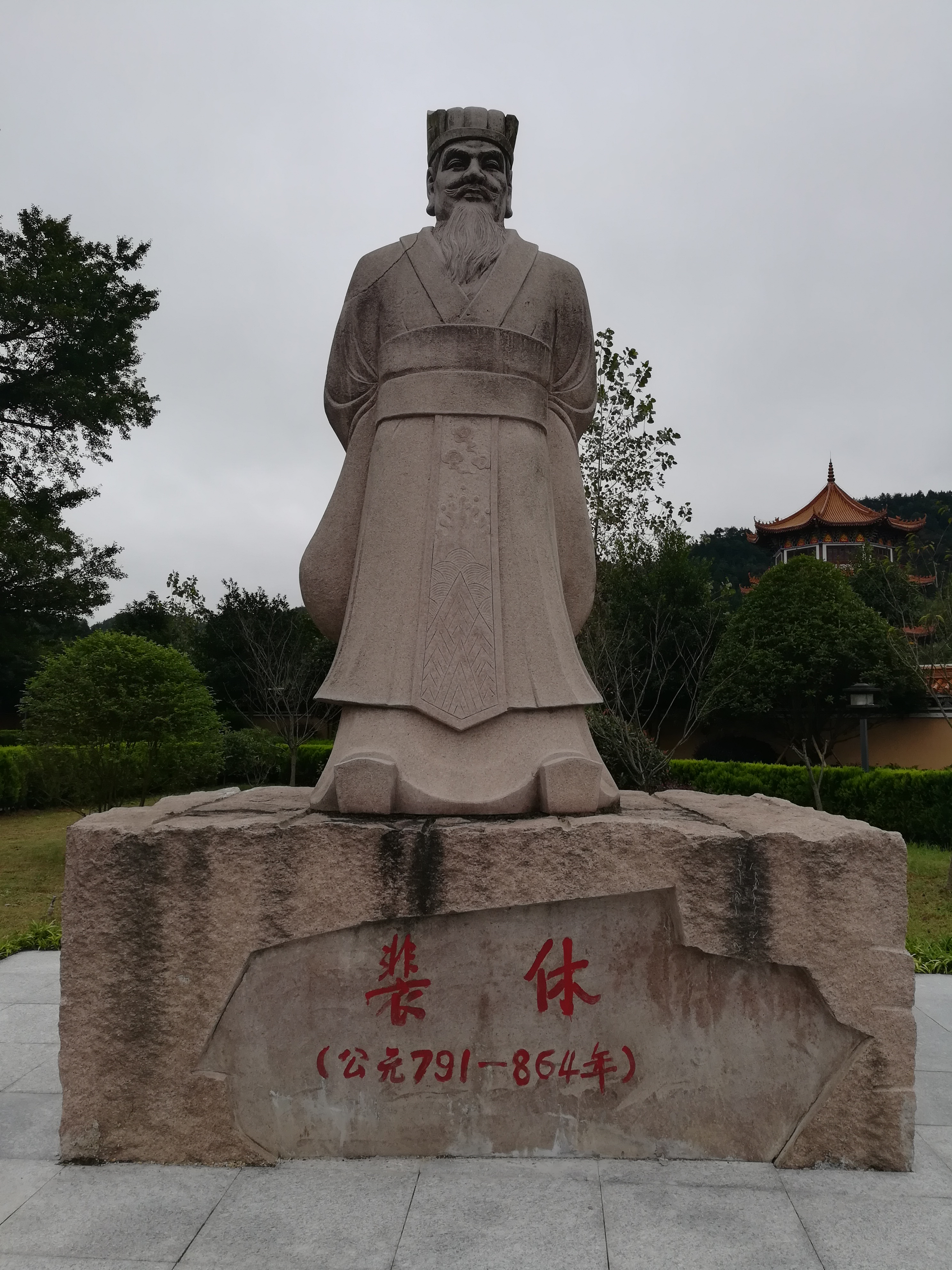
裴 休

裴 休（はい きゅう、791年 - 864年）は、中国・唐中期の政治家。字は公美。
孟州済源県（現在の河南省済源市）の出身で、本貫は河東郡聞喜県（現在の山西省運城市聞喜県）である。浙東観察使裴粛の次男に生まれる。
長慶年間（821年 - 825年）科挙や賢良方正に合格して官僚となり、監察御史や地方の観察使を歴任し、大中3年（849年）に中央に復帰し、大中5年（851年）からは塩鉄転運使として漕米の法を改正し、また税茶の法を創設して財政を建て直し、その功により大中6年（852年）に同中書門下平章事（宰相）となった。宰相が自ら『時政記』を書くことは、彼が最初である。
5年後、宰相のまま、地方に出され、暫くして再び中央に返り咲き、戸部尚書等を経て、その後没した。
彼は、詩文にも長じ、宣宗から真の儒者であると賞されるほどの、儒教官僚であったものの、熱心な仏教徒の家庭に生まれたため、幼少時から肉や葷を食べず、黄檗希運や圭峰宗密と交流し、『裴休拾遺問』などの著作を残している。

## 略歴
- 791年 孟州済源県（現在の河南省済源市）にて誕生
- 802年 父の裴粛が死去
- 822年 科挙に進士及第
- 828年 賢良方正能直言極諫科に甲科（首席）合格、右補闕に就任
- 830年 監察御史に就任
- 832年 史館修撰に就任
- 841年 江西観察使へ転任
- 843年 湖南観察使へ転任
- 847年 宣歙観察使へ転任
- 849年 礼部侍郎として中央に復帰
- 850年 戸部侍郎へ転任
- 851年 兵部侍郎、塩鉄転運使、更に礼部尚書へ転任
- 852年 同中書門下平章事（宰相）へ昇進
- 856年 太子少保、分司東都、更に宣武軍節度使へ転任
- 857年 昭義軍節度使へ転任
- 859年 河東節度使へ転任
- 860年 鳳翔節度使へ転任
- 861年 戸部尚書として中央へ復帰
- 862年 荊南節度使へ転任
- 864年 任地で死去

## 著作リスト
- 『観発菩提心』
- 『黄檗伝心法要』（黄檗希運著、裴休編）
- 『裴休拾遺問』（圭峰宗密と共著）

## 伝記
- 『旧唐書』巻177
- 『新唐書』巻182